# Mudança de nome

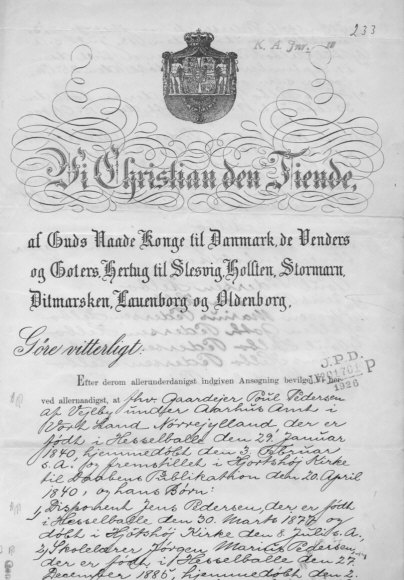
Um certificado de mudança de nome expedido por Cristiano X da Dinamarca

Mudança de nome é um ato legal que prove a um indivíduo a oportunidade de adotar um nome diferente daquele fornecido no nascimento, casamento ou adoção. O procedimento e a facilidade de tal mudança depende da jurisdição em que a pessoa reside. 
Em geral, territórios que adotam o sistema de common law adotam medidas mais flexíveis para a mudança de nome, enquanto aqueles que adotam o sistema romano-germânico são mais restritivos em relação a esse quesito.
Um pseudônimo é um nome usado adicionalmente ao nome original ou verdadeiro. Seu uso não requer nenhuma sanção legal. Pseudônimos são geralmente adotados para esconder a identidade de uma pessoa, mas podem também ser usados por razões sociais, pessoais ou ideológicas.

## Motivos para a mudança de nome
- Casamento ou união civil
- Adoção, ou casamento de um responsável civil
- Divórcio ou separação paternal
- Imigração / adaptação do nome a uma língua ou um alfabeto diferente do original
- Para fugir da lei ou fugir de dívidas ou ainda cometer uma fraude
- Para evitar um perseguidor ou assediador
- Conversão religiosa ou anulação da conversão, ordenação ou retorno à laicidade
- Para escolher um sobrenome associado com um hobby, interesse ou conquista (ex.: o colecionador de répteis Henry Lizardlove, que anteriormente se chamava Henry Schifberg)
- Para receber uma herança em caso de adoção do nome do falecido (esse motivo era particularmente comum entre a elite fundiária do Reino Unido)
- Para substituir um nome considerado indesejável por um mais adequado (ex.: sobrenome antigo Lipschitz, sobrenome novo London)
- Para dissociar-se de uma pessoa famosa ou infame (ex.: nome antigo Michael Jackson, novo nome Martin Jackson)
- Para identificar-se com uma pessoa famosa ou infame (ex.: nome antigo Simon Johnson, nome novo Simon Pendragon)
- Para dissociar-se de uma ovelha negra da família (ex.: os parentes de Adolf Hitler)
- Para dissociar-se de uma origem étnica (ex.: mudar Battenberg para Mountbatten ou Jan Ludvick Hoch para Robert Maxwell)
- Para fins de propaganda (ex.: Jimmy White temporariamente se tornando Jimmy Brown em nome do produto Brown Sauce da HP e Ashley Ravell tornando-se Ashley Blue Square Revell em nome do serviço Blue Square do The Rank Group)
- Protesto ou ativismo (ex.: nome antigo Jennifer Taylor, nome novo Jennifer Save the Forests)
- Para coincidir com o nome de um personagem fictício (ex.: nome antigo Tracy Darling, novo nome Tracy Beaker)
- Para tornar seu nome mais atrativo para aumentar suas chances de sucesso (v. Nome artístico)
- Para que o nome legal coincida com aquele que realmente é utilizado no dia a dia (ex.: quando um nome do meio foi usado durante toda a vida)
- Para remover consequências supersticiosas do nome antigo (ex.: nome antigo Mulyono, novo nome Joko Widodo)
- Para melhor se adequar à identidade de gênero de uma pessoa (ex.: Jake Zyrus)
- Após perder uma aposta (ex.: um homem neozelandês mudou seu nome para Full Metal Havok More Sexy N Intelligent Than Spock And All The Superheroes Combined With Frostnova, e ele aparentemente descobriu que o seu novo nome havia tido aceito quando seu passaporte expirou.

## Canadá
No Canadá, as mudanças de nome são controladas pelo Departamento de Estatísticas Vitais dos territórios, exceto em Nunavut, onde esses processos são controlados pelas Cortes.

### Jurisdições que adotam acommon lawno Canadá
Todas as províncias canadenses e territórios exceto Quebec permitem seus residentes, sejam cidadãos, residentes permanentes ou residentes temporários, a obter uma mudança de nome, contanto que eles preencham as regulações pertinentes (ex: tempo vivido em uma província). Quebec, sendo uma jurisdição do sistema germânico-romano, possui diferenças substanciais do resto do Canadá no sistema de permissão de mudanças de nome.

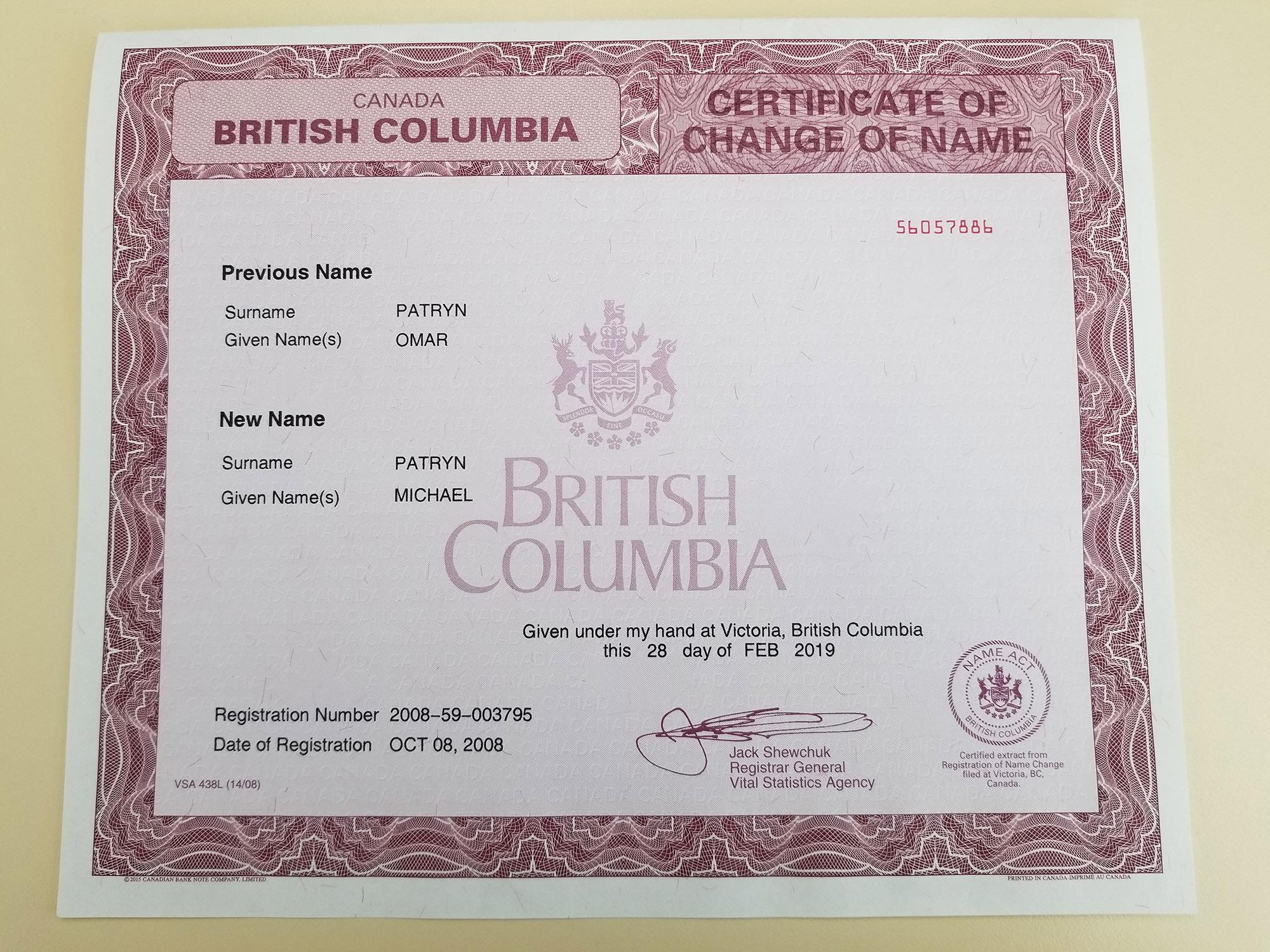
Um certificado de mudança de nome expedido pela Colúmbia Britânica

### Quebéc
Em Quebéc, apenas cidadãos podem obter uma mudança de nome do Diretório de Estado Civil. Os residentes permanentes, se recaírem sobre uma exceção do órgão de Imigração, Refugiados e Cidadania do Canadá (IRCC), podem fazer uma declaração legal ao IRCC e obter uma mudança de nome por meio deles. Caso essa exceção não for concedida, eles, assim como todos os residentes temporários vivendo no Quebéc, devem obter uma mudança de nome do país que emitiu seu passaporte/documento de viagem.
Quebéc também tem outras regras estritas em relação à mudança de nomes. Por exemplo, a trans quebequense Micheline Montreuil teve que transcorrer por um processo muito longo para ter seu nome legalmente mudado. Inicialmente, o Diretório de Estado Civil recusou-se a permitir a mudança alegando que alguém que foi legalmente designado como homem ao nascer não poderia ter um nome feminino. De acordo com a lei de Quebéc, Montreuil não pôde mudar seu gênero de registro porque isso requeria prova de uma cirurgia de redesignação sexual completa, pela qual ela não havia passado. Em 1 de novembro de 1999, o tribunal de apelos da província deliberou que nada na lei restringia que uma pessoa que foi designada como do gênero masculino de adotar legalmente um nome feminino. Outro assunto específico de Quebéc são os nomes após o casamento. Por conta da Carta de Direitos de Quebéc, as mulheres casadas de Quebéc não podem adotar o sobrenome dos seus parceiros desde 1976. Outras províncias permitem seus residentes mudar seu último nome tendo como prova uma certidão de casamento.
O Diretório de Estado Civil emite um Certificado de Nascimento de Quebéc caso uma mudança de nome seja emitida por outra província. Alguns quebequenses usam esse furo na legislação e se mudam para outras províncias ou territórios canadenses, que seguem leis mais flexíveis da common law.

## Estados Unidos
Nos Estados Unidos, as leis dos estados regulamentam a mudança de nome. Várias decisões judiciais federais abriram precedentes tanto sobre a mudança de nome via decisão em tribunais quanto pela mudança de nome que ocorre à vontade do indivíduo pela common law, incluindo o caso clássico Lindon v. First National Bank. No caso de Christianson v. King County, 239 US. 356 (1915), a Suprema Corte aceitou um nome mudado, usando a common law, como um nome legal (mais detalhes da decisão aceita pela Suprema Corte é encontrado em 196 F. 791 (1912)).

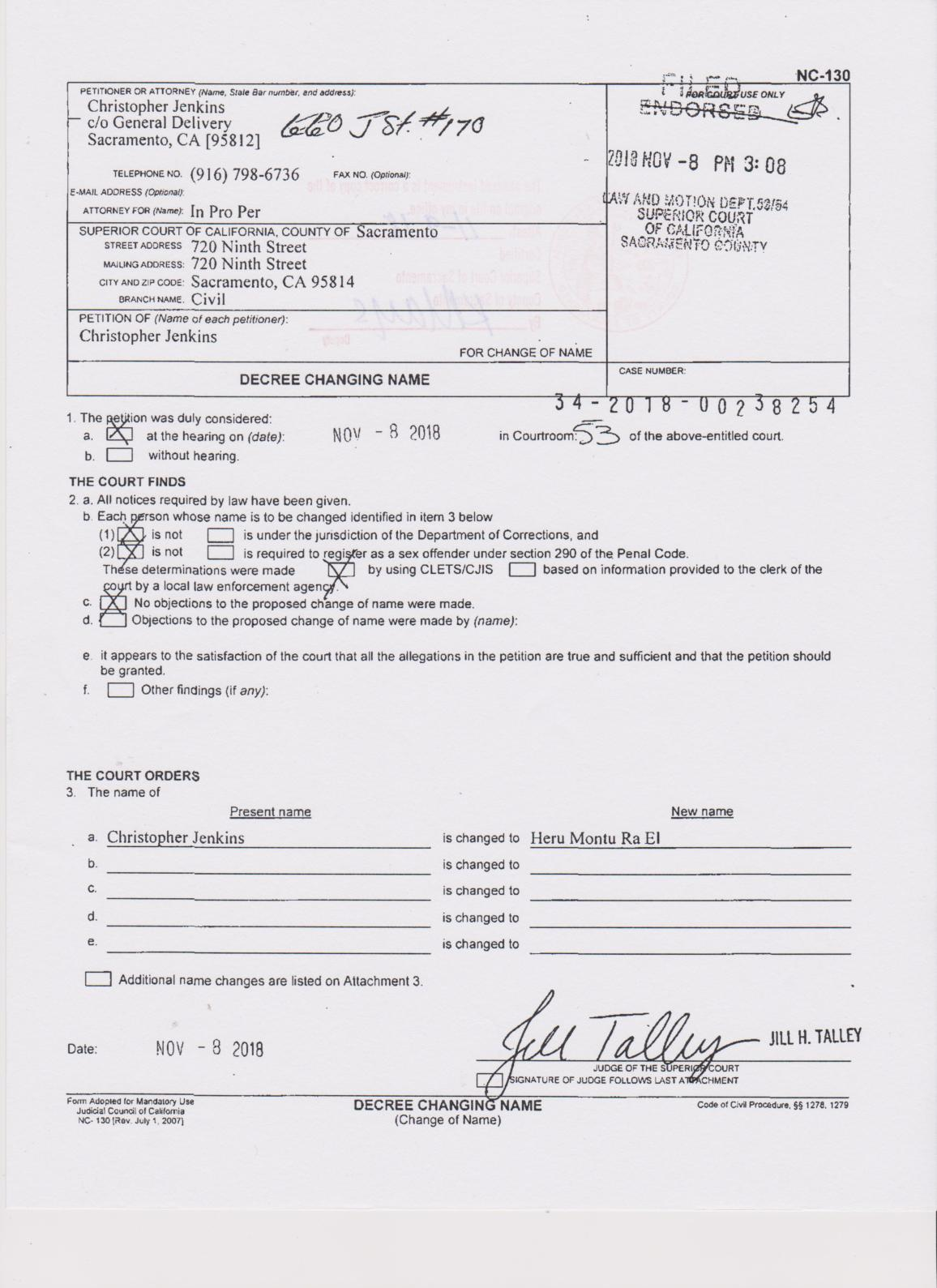
Um decreto de mudança de nome emitido pela Califórnia

Normalmente uma pessoa pode adotar qualquer nome desejado por qualquer razão. Em 2009, 46 estados permitiam uma pessoa legalmente mudar de nome somente pelo uso, eliminando a necessidade de papelada, mas uma ordem judicial pode ser requerida por várias instituições (como bancos e instituições governamentais) para oficialmente aceitar a mudança. Apesar dos estados (com exceção da Luisiana) seguirem a common law, há diferenças nos requisitos aceitáveis. Geralmente uma ordem judicial é o jeito mais fácil de se mudar de nome (devendo esta ser requisitada em uma corte estadual), exceto em caso de casamento, que se tornou uma razão universalmente aceita para a mudança de nomes.
Quando um processo judicial é utilizado, é necessário declarar que a mudança de nome não tem propósitos ilegais ou fraudulentos, como fugir de dívidas ou para difamar outra pessoa. Aqueles que requerem a mudança podem ser requisitados de uma justificativa razoável para a mudança de nomes. Normalmente existe uma taxa para esse procedimento, e aqueles que desejam passar por esse procedimento podem ter que publicar a mudança um jornal de publicação local. Geralmente, o juiz tem uma liberdade legal bem limitada para negar uma mudança de nome: normalmente isso só ocorre se a mudança de nome ocorrer por um motivo ilegal, frívolo ou fraudulento. Em 2004, um homem do Missouri conseguiu mudar seu nome legalmente para They ("Eles", em inglês). A Suprema Corte do Minnesota deliberou o nome "1069" como inaceitável, porém ao mesmo tempo aceitando o nome "Ten Sixty-Nine" (Dez Sessenta e Nove, em inglês), no caso conhecido como Application of Dangler (1979). A Suprema Corte da Dakota do Norte, por sua vez, alguns anos antos, recusou o nome "Ten Sixty-Nine" no caso Petition of Dangler (1976).
Em quase todos os estados, uma pessoa não pode escolher um nome que induza a confusões intencionais (como o nome de uma celebridade), ou que incita a violência. Também não podem ser adotados como nomes insultos raciais, ameaças ou obscenidades.
Alguns exemplos de mudanças de nome que tipicamente são aceitas nos EUA são:
- A adoção de um novo sobrenome com o casamento (tipicamente o sobrenome do cônjuge, um sobrenome com hífen, ou alguma combinação que possui partes de ambos os sobrenomes). Esse processo normalmente não precisa passar pelos tribunais.
- Retorno do uso de um sobrenome anterior (ex: um nome de solteira) com o divórcio.
- Simplificação para eliminar erros de escrita ou pronúncia;

De acordo com a lei de nacionalidade dos EUA, quando estrangeiros pedem a sua naturalização, eles têm a opção de pedir que seus nomes sejam mudados com a concessão da cidadania sem taxas adicionais. Isso permite eles a terem a oportunidade de adotar um nome mais americanizado. Durante a entrevista de naturalização, uma petição para mudança de nome é preparada para ser encaminhada para um tribunal federal. Aqueles se submetem a esse processo juntamente à naturalização atestam que não estão procurando uma mudança de nome por nenhum motivo que vá contra a lei, assim como a evasão de dívidas ou de punições legais. Essa mudança de nome torna-se efetiva se ela ocorrer dentro da sua jurisdição quando o tribunal federal naturalizar o requerente.
Para a manutenção da identidade pessoal, é desejável obter um pedido legal para que haja a continuidade da formalização de registros. 

### Métodos informais de mudança legal de nomes

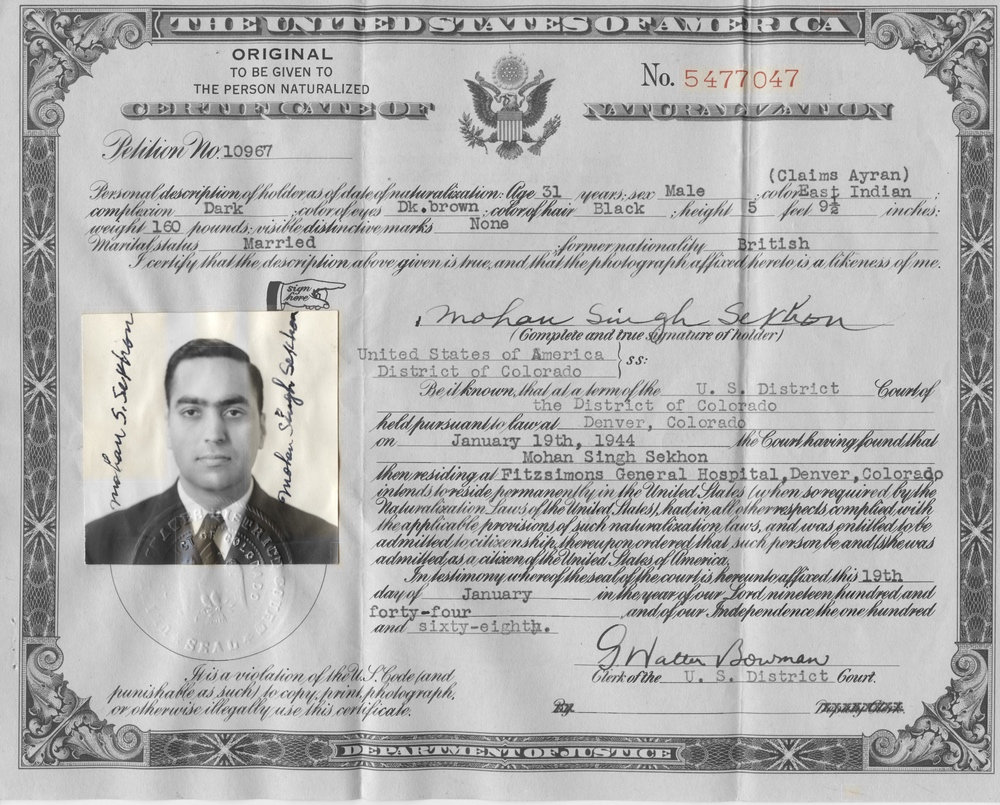
Frente de um certificado de naturalização

#### Pseudônimo
O uso "aberto e notório" de um nome é muitas vezes suficiente para a permissão de seu uso como um pseudônimo. Em alguns estados, um "nome fantasia" distinto do nome legal de alguém pode ser registrado em um cartório de condado, secretaria de estado ou autoridade governamental semelhante. Pessoas que quiserem publicar material escrito ou não escrito e não quiserem associar seu nome com esse material podem publicá-lo com o uso de pseudônimos. Tal direito é protegido por uma série de decretos judiciais dos Estados Unidos.

#### Método do uso (common law)

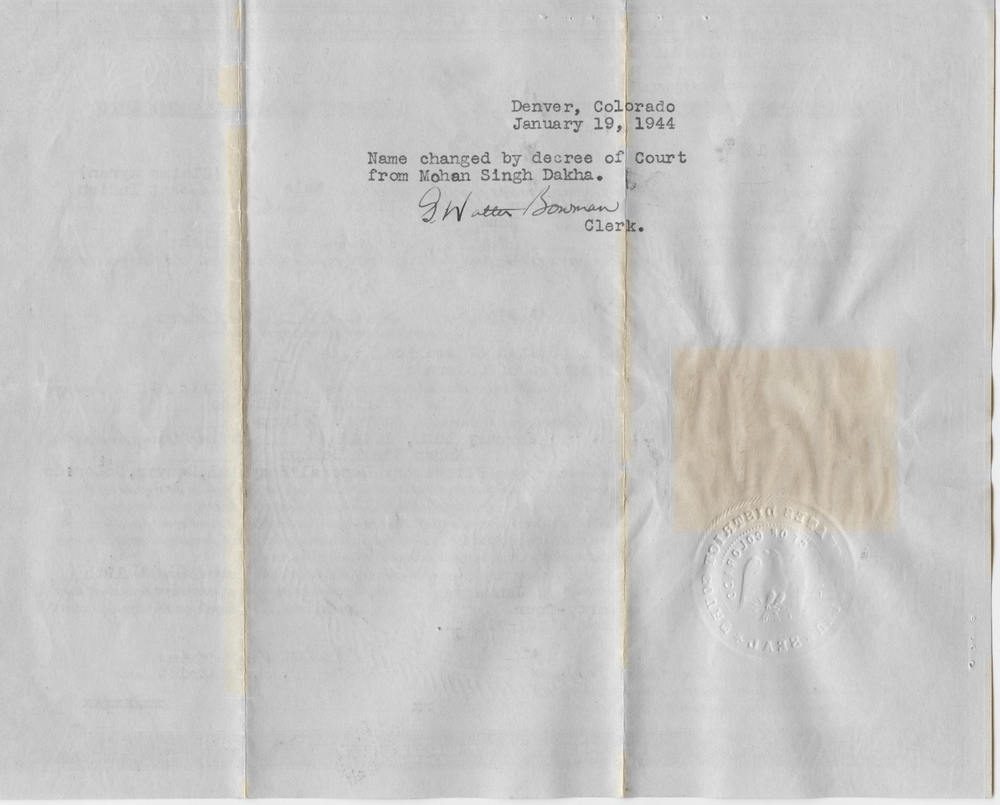
Verso de um certificado de naturalização, com anotações de detalhes do processo de mudança de nome do cidadão naturalizado.

Um nome da common law (isto é, um nome assumido sem formalidade e por propósitos não fraudulentos) é um nome legal. Na maioria dos estados um método legal, sendo rápido e definitivo, apenas suplementa o método da common law, a não ser (em poucos casos), quando o método legal é exclusivo. Mesmo nesses últimos casos, uma pessoa ainda pode processar outra por meio de um nome da common law. 
Na Califórnia, o método do uso (mudar o seu nome por vontade própria de acordo com a common law) é suficiente para mudar o nome de alguém. Nem todas as jurisdições requerem que o novo nome seja usado exclusivamente. Ao ponto em que for provado que uma pessoa está utilizando esse método de forma fraudulenta há a invalidação da mudança de nome.
Especialmente na Califórnia, o Código do Processo Civil § 1279.5 e o Código da Família § 2082 regulam a mudança de nome pelo método da common law e pelo decreto de tribunais. O decreto do Código do Processo Civil  § 1279.5 (a) diz: "A não ser pelos casos citados nas subdivisões (b), (c), (d) e (e). nada consta nesse código para ab-rogar o direito presente na common law de uma pessoa mudar seu nome". As subdivisões de (b) a (e) impedem uma pessoa de mudar seu nome de acordo com a common law se ele ou ela estiver preso, em liberdade condicional, ou tiver sido condenado por uma ofensa sexual grave. Se uma pessoa não se encaixar em nenhuma dessas categorias, então a mudança de nome pela common law é permitida (O Código da Família § 2082 reitera o colocado pelo Código do Processo Civil).

#### "Nome preferido"
Muitas universidades, hospitais e outras instituições permitem o uso de um "nome preferido" ao invés de um nome legal. Esse nome pode aparecer em listas de chamadas, plataformas de estudo online e cartões de identidade estudantil. Dessa forma, é oferecido um nome "provisório" àqueles que possuem uma decisão judicial pendente ou não puderam recorrer na justiça para ter seu nome reconhecido.

### Registro Oficial
Uma mudança de nome legal é apenas o primeiro passo no processo de mudança de nome. Uma pessoa que quiser passar pelo processo de mudança de nome deve registrar oficialmente com as autoridades pertinentes se a mudança foi fruto de uma ordem judicial, casamento, divórcio, adoção ou qualquer um dos outros métodos descritos acima. O processo inclui notificar várias agências governamentais, cada qual podendo pedir uma prova oficial da mudança de nomes e podendo ou não cobrar uma taxa para a realização do processo de mudança de nome. Órgãos governamentais importantes que devem ser notificados durante esse processo são a Administração de Seguro Social, o Escritório de Assuntos Consulares (no caso de passaportes), a Comissão de Comunicações Federal, o Sistema de Serviço Seletivo e o Departamento de Veículos Automotivos (para uma nova carteira de habilitação, permissão para dirigir, cartão de identificação estadual de motorista ou registro veicular). Adicionalmente, o novo nome deve ser registrado em relações existentes com outras pessoas e instituições, como a existente com empregadores, bancos, médicos, aqueles que emprestaram recurso financeiro, companhias de seguros e de cartões de crédito. Serviços online estão à disposição para auxiliar nesse processo, seja prestando assistência legal ou automatizando esse processo via formulários eletrônicos.
A maioria dos estados requerem que a mudança de nome seja registrada dentro de seus departamentos de veículos automotores (DMVs) dentro de um número de dias determinado, e os DMVs de alguns estados requerem cartões de seguridade social atualizados para as realização das mudanças,  tendo assim que registrar o seu novo nome anteriormente em um departamento da seguridade social:
| Estado dos Estados Unidos | Prazo para mudança em dias | Notas |
| ------------------------- | -------------------------- | --- |
| Arizona                   | 10                         | A pessoa deve aparecer presencialmente com cartões da seguridade social atualizados                          |
| Carolina do Norte         | 60                         | |
| Carolina do Sul           | 10                         | |
| Connecticut               | Indefinido                 | A pessoa deve aparecer presencialmente com cartões da seguridade social atualizados                          |
| Delaware                  | 30                         | A pessoa deve aparecer presencialmente com cartões da seguridade social atualizados                          |
| Illinois                  | 30                         | |
| Maryland                  | Indefinido                 | A pessoa deve aparecer presencialmente                                                                       |
| New Jersey                | Indefinido                 | A pessoa deve aparecer presencialmente                                                                       |
| New York                  | Indefinido                 | A pessoa deve aparecer presencialmente                                                                       |
| Pensilvânia               | Indefinido                 | A pessoa deve aparecer presencialmente para obter a carteira de habilitação ou cartão de identidade estadual |
| Texas                     | 30                         | |
| Vermont                   | 30                         | |
| Wyoming                   | 10                         | |

As taxas para o registro de um novo nome variam de estado para estado. Os formulários, juntamente aos requerimentos específicos de cada estado, podem geralmente ser obtidos gratuitamente.
Muitos estados requerem motivos para querer uma mudança de nome. Por exemplo, na Flórida, um tribunal não validará uma petição para mudança de nome se (i) o requerente tiver segundas intenções ou motivos ilegais para mudar o nome; (ii) os direitos civis do requerente estiverem suspensos; ou (iii) a validação da mudança de nome gerar a invasão de direitos de propriedade (por exemplo, direitos de propriedade intelectual) de outros.

### Mudança de nomes forçada
Em 1887, o Ato Dawes obrigou que os indígenas americanos adotassem um sobrenome. Essa solidificação forçada das identidades individuais, que visava uma maior Ocidentalização da ordem política e legal, fortificou os esforços do governo federal em retirar a propriedade comunitária das terras indígenas.
Mais recentemente, os afetados pela Ação Deferida pela Imigração na Infância (DACA) foram forçados a reverter os nomes presentes nos seus documentos de nascimento pelo Serviço de Imigração e Cidadania dos Estados Unidos (USCIS), mesmo que o novo nome não seja o mesmo que eles utilizaram durante a sua vida toda nos Estados Unidos. A situação torna-se ainda mais grave para os afetados pela DACA advindos de países que tem a língua espanhola como a primeira língua, em que dois sobrenomes constam nos documentos de nascimento pelo fato disso ser comum nesses países. Mesmo quando a pessoa só usou um sobrenome a vida toda (tipicamente o do pai), o USCIS obrigou a reversão para que ambos sobrenomes constem nas certidões de nascimento, criando uma discrepância em aspectos como registros escolares e de crédito. 

## Reino Unido
No Reino Unido da Grã-Bretanha e Irlanda do Norte, cidadãos e residentes possuem a liberdade de mudar seus nomes como relativa facilidade.

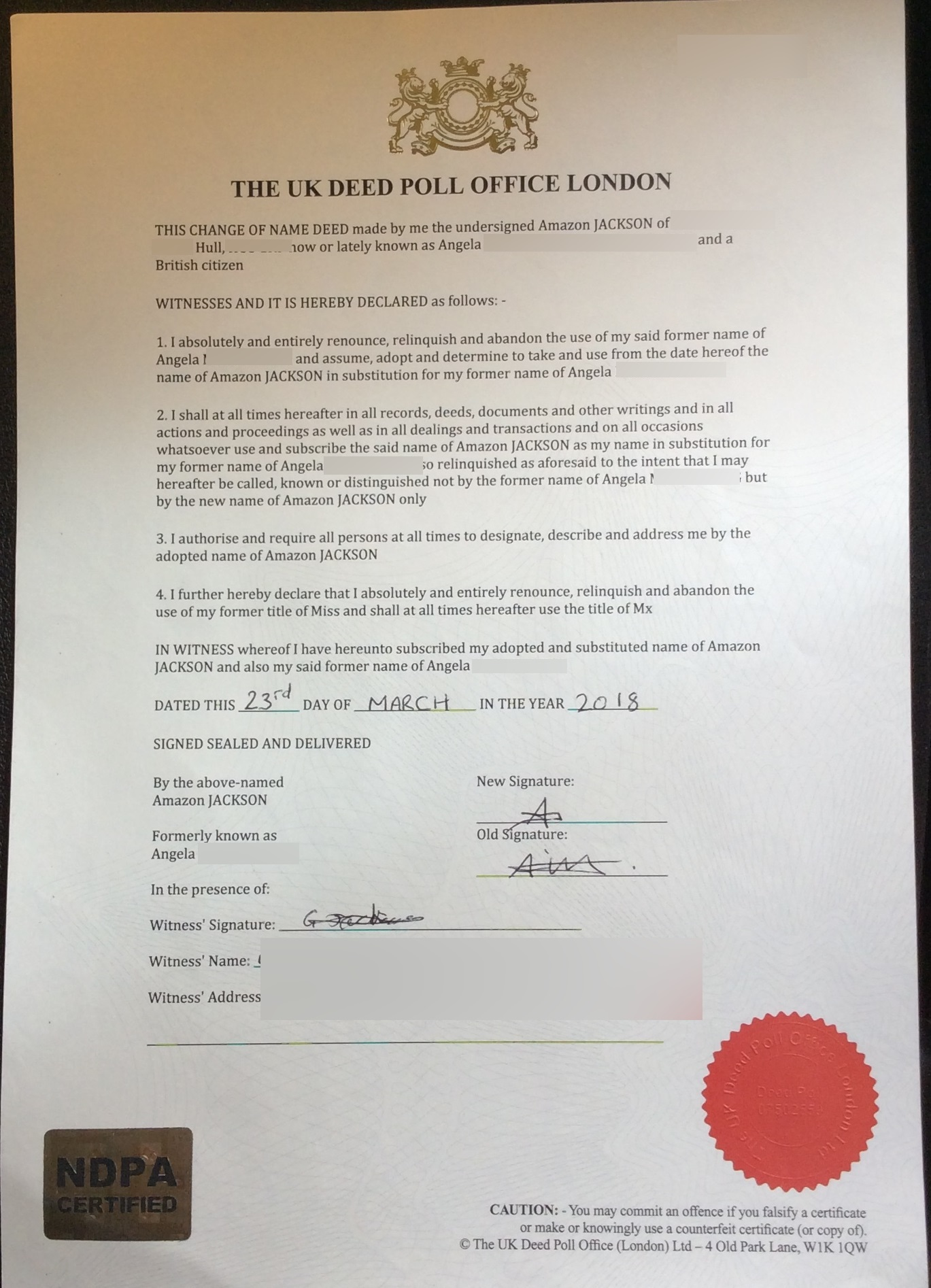
Uma "Deed Poll" de mudança de nome, elaborada na Inglaterra.

Em teoria, qualquer um que tenha ao menos 16 anos e seja residente no Reino Unido pode se chamar da maneira que desejar. Entretanto, dentro dos últimos 100 anos aproximadamente, procedimentos formais que são reconhecidos pelas agências que cuidam da documentação evoluíram, o que permite às pessoas mudarem o nome que está presente nos seu passaporte, carteira de habilitação, registros referentes aos impostos e seguros na esfera nacional, registros bancários e de cartão de crédito, etc, desde que seja providenciada uma evidência que documente a mudança de nome. Documentos como certidão de nascimento, de casamento e certificações educacionais não podem ser mudados pois esses documentos são considerados como "provas de fatos", o que significa que eles estavam corretos no momento em que foram expedidos. Entretanto, existem exceções, como o caso de transgêneros nascidos no Reino Unido cujos nascimentos foram registrados no Registro de Reconhecimento de Gênero.
A evidência em forma de documento pode existir de várias formas, como uma certidão de casamento, um decreto judicial, certificado de união estável ou declaração estatuária. Esses documentos são uma mera evidência de que uma mudança de nome ocorreu, entretanto, eles por si só não operam para a mudança de nome de uma pessoa. Certidões de mudança de nome são, de longe, os comprovantes mais comumente usados para provar que houve uma mudança de nome, além das certidões de casamento, que são comumente utilizadas para provar a mudança de sobrenome após o casamento de uma mulher. Uma "deed poll" é um documento legal que vincula uma simples pessoa a um ato que ocorreu (nesse caso, mudar de nome para todos os propósitos dali em diante). O termo deed é utilizado frequentemente para se referir a documentos assinados, ou tratados escritos que foram mostrados a todas as partes a que eles concernem. Falando estritamente, não é um contrato, pois ele somente se vincula a uma parte e expressa uma intenção ao invés de uma promessa. Poll é um antigo termo legal que se refere a documentos oficiais que possuem as pontas cortadas (eram polidas) para que assim o documento ficasse plano.      

### Inglaterra e País de Gales
Pessoas cujos nascimentos foram registrados na Inglaterra e no País de Gales devem registrar sua "deed poll" na Corte Geral de Justiça em Londres.

##### Uso Histórico
Da Idade Média ao século XIX, a era das dinastias familiares, mudanças de nome eram frequentemente demandadas por parte dos herdeiros nos testamentos, legados e heranças, no caso de membros da nobreza rural que fossem os últimos homens das suas linhas sanguíneas. Essas pessoas frequentemente selecionavam um sobrinho mais novo ou primo como o herdeiro de suas propriedades na condição de que esse parente mais jovem deveria adotar o sobrenome e o brasão de armas daquele que propôs esse pacto em detrimento ao da sua própria família. Logo, a família antiga, que outrora estava fadada à extinção continuaria como uma grande dinastia em formação.
Essas mudanças eram mais raramente demandadas em arranjos matrimoniais, por exemplo quando o pai de uma filha e herdeira única demandasse como uma condição para aceitar o dote de sua filha que o marido dela adotasse o sobrenome e o brasão de armas da família do seu sogro. Assim, a descendência do casamento iria continuar a então extinta família. Essas mudanças de nome geralmente só ocorriam com homens que fossem filhos mais novos, no caso de um irmão mais velho estar disponível para herdar o sobrenome dos pais (aquele que o irmão deixou de ter). Esse tipo de mudança de nome era efetuada obtendo um Ato de Parlamento pessoal ou obtendo uma Licença Real. Um procedimento menos radical adotado a partir do século XVII em diante era de que o dono das posses apenas demandasse que o herdeiro ou beneficiário adotasse seu sobrenome em adição ao seu patronímico, e não no seu lugar, o que deu origem aos sobrenomes compostos duplos (que eram separados por hifens), ou até mesmo aos sobrenomes compostos triplos. A classe social daqueles que possuíam sobrenomes duplos ou triplos é muitas vezes referida na literatura do período como uma fidalguia rural que possuía um certo constrangimento das riquezas herdadas.  

## Brasil
De acordo com o artigo 56 da Lei nº 14.382, de 27 de junho de 2022, qualquer pessoa registrada, após atingir a maioridade civil, pode solicitar no cartório de registro civil a alteração do prenome civil, pessoalmente e imotivadamente, e independentemente de decisão judicial. A alteração imotivada do prenome pode ser feita apenas uma vez, e a desconstituição dependerá da sentença judicial.
Após a alteração do prenome no cartório, o oficial de registro civil comunicará a alteração aos órgãos emissores de documentos de identidade, Cadastro de Pessoas Físicas (CPF), passaporte e ao Tribunal Superior Eleitoral. A averbação da alteração do prenome será publicada por meio eletrônico, constando o prenome anterior e números de documentos de identidade, inscrição no CPF, título de eleitor e passaporte. Se suspeito de fraude, má-fé, vício de vontade, ou simulação, o oficial de registro civil rejeitará a alteração do prenome.
A pessoa também pode requerer pessoalmente a alteração do sobrenome, para incluir sobrenomes da família; incluir ou excluir sobrenomes do cônjuge, no casamento; excluir o sobrenome do ex-cônjuge após a dissolução da sociedade conjugal; inclusão ou exclusão de sobrenomes após alteração na filiação.

### Nome social
No Brasil, nome social se refere ao nome próprio pelo qual pessoas transgênero, transexuais e travestis geralmente desejam ser chamadas, em contraste com o nome oficialmente registrado ao nascimento, que muitas vezes não reflete sua identidade de gênero, embora pessoas cisgênero também possam ter nome social. A identidade do nome social é vinculada à identidade civil original.
1. 1 2  «L14382». Presidência da República. 27 de junho de 2022. Consultado em 8 de setembro de 2022